# سفارة ميانمار في واشنطن العاصمة
سفارة ميانمار في واشنطن العاصمة هي البعثة الدبلوماسية لجمهورية ميانمار لدى الولايات المتحدة . تقع السفارة في 2300 S شارع إن دبليو في واشنطن العاصمة في حي كالوراما .   المبنى هو 1905 المقر السابق الذي صممه المهندس المعماري وأشار أبليتون بي. كلارك جونيور الإقامة السفراء هي في تشارلز إيفانز هيوز البيت على شارع ر.
السفير الحالي لميانمار لدى الولايات المتحدة هو أونغ لين.

## روابط خارجية
- الموقع الرسمي